# Station Hrubieszów Wąskotorowy
Station Hrubieszów Wąskotorowy is een spoorwegstation in de Poolse plaats Hrubieszów.